# J. Stanley Webster
John Stanley Webster (ur. 22 lutego 1877 w Cynthiana, zm. 24 grudnia 1962 w Spokane) – amerykański polityk, członek Partii Republikańskiej.

## Działalność polityczna
W okresie od 4 marca 1919 do rezygnacji 8 maja 1923 przez trzy kadencje był przedstawicielem 5. okręgu wyborczego w stanie Waszyngton w Izbie Reprezentantów Stanów Zjednoczonych.